# Fisjt olympiske stadion
Fisjt olympiske stadion ((russisk): Фишт) er et stadion, som ligger i midt i OL-byen nær Sotji i Rusland. Stadionet er opkaldt et nærliggende bjerg. Det olympiske stadion er primært bygget til de olympiske og de paralympiske vinterlege i Sotji, som foregår i 2014. Arenaen huser begge begivenheders åbnings- og afslutningsceremonier. 
Stadionets design siges at være en hyldest til Fabergés kunst.
Efter de olympiske lege skal komplekset bruges som træningsstadion for det russiske fodboldlandshold. Det er desuden én af i alt 12 arenaer, hvor der afholdes VM i fodbold 2018.